# Ryan Driller
Ryan Driller (Denver, Colorado, Estados Unidos, 17 de agosto de 1982) es un actor pornográfico estadounidense.
Driller ha trabajado tanto en películas heterosexuales como en cine gay bajo el nombre artístico de "Jeremy Bilding".

## Premios y nominaciones
| Año  | Ceremonia  | Resultado | Premio                   | Trabajo                     |
| ---- | ---------- | --------- | ------------------------ | --------------------------- |
| 2011 | AVN Award  | Nominado  | Best Male Newcomer       | —                           |
| 2011 | AVN Award  | Nominado  | Best Non-Sex Performance | Awakening to Love           |
| 2011 | XRCO Award | Nominado  | New Stud                 | —                           |
| 2012 | AVN Award  | Nominado  | Best Actor               | Superman XXX: A Porn Parody |